# رودولفو أكوستا (ملحن)
رودولفو أكوستا (بالإسبانية: Rodolfo Acosta)‏ هو ملحن كولومبي، ولد في 2 نوفمبر 1970 في Bogota (disambiguation) ‏.

## روابط خارجية
- رودولفو أكوستا على موقع IMDb (الإنجليزية)
- رودولفو أكوستا على موقع ميوزك برينز (الإنجليزية)